# Gadewitz
Gadewitz ist ein Ortsteil der Gemeinde Großweitzschen im Landkreis Mittelsachsen in Sachsen. 

## Geografie und Verkehrsanbindung
Der Ort liegt östlich des Kernortes Großweitzschen an der Kreisstraße K 7510 und am Gärtitzer Bach. Die A 14 verläuft südlich und die B 169 am westlichen Ortsrand. 

## Geschichte
Am 1. Juli 1950 wurde die bis dahin eigenständige Gemeinde Redemitz eingegliedert.